# Вернер, Генрих Каспарович
Генрих Каспарович Вернер (род. 2 декабря 1936, Красный Яр) — советский и российский лингвист, специалист по енисейским языкам, крупный специалист по кетскому языку.

## Биография
Генрих Каспарович Вернер — старший из трёх детей в семье рабочего Каспара Каспаровича Вернера 1914 года рождения и Софьи Кондратьевны Вернер. Дед Генриха, Каспар Вернер — крестьянин, в Первую мировую войну воевавший на Кавказском фронте в армии Российской империи. Из-за ранений, полученных на войне, дед Генриха рано умер.
Г. К. Вернер родился 2 декабря 1936 года в селе Красный Яр Красноярского кантона АССР Немцев Поволжья (ныне — Красноярский район Саратовской области).
В 1941 году семья Вернеров, будучи этническими немцами, была депортирована из Поволжья и жила в селе Большая Косуль Боготольского района Красноярского края). На новом месте отец Генриха некоторое время работал на Каштановской ремонтно-тракторной станции, но позже был отправлен в лагерь для заключённых, где находился до 1948 года. Г. К. Вернер в своих мемуарах указал, что между 1939 и 1948 годами Софья Кондратьевна растила детей одна и семья видела отца только единожды в 1942 году, когда Каспару Каспаровичу Вернеру разрешили увидеть семью при этапировании («переброске») между лагерями.
С 1945 по 1955 год Генрих учился в средней школе.
В 1955—1957 годах, после окончания школы Г. К. Вернер служил по призыву в Советской армии.
В январе 1958 года Г. К. Вернер получил паспорт со сроком действия 10 лет.
С начала 1958 года Г. К. Вернер работал в изыскательной партию № 5 Томского отделения Всесоюзного государственного проектного института «Теплоэнергопроект» и в её составе работал на трассировке линий электропередач по маршруту Иркутск — Улан-Удэ. В июне 1958 года Генрих Вернер работал в должности старшего бурового рабочего и был на хорошем счету у руководителя изыскательной партии А. Измайлова, который выдал ему характеристику для представления при поступлении в ВУЗ.
В 1958 году Г. К. Вернер поступил в Томский государственный педагогический институт (ТГПИ) на немецкое отделение факультета иностранных языков. За время учёбы Вернер был дважды поощрён — он помещался на вузовскую Доску почёта в 1959 и 1962 годах.
Генриху нравилась учёба в ТГПИ и преподавательский коллектив этого ВУЗа. Одним из преподавателей Генриха был доктор филологических наук, профессор Андрей Петрович Дульзон, областью научных интересов которого были языки и культуры коренных народов Сибири. Под его влиянием и научным руководством Г. К. Вернер занялся археологией, топонимикой и стал изучать кетский и селькупский языки в полевых исследованиях.
В 1963 году Г. К. Вернер защитил диплом в ТГПИ и поступил в аспирантуру, его научным руководителем стал А. П. Дульзон. В аспирантуре Вернер занимался исследованием фонетики сымского диалекта кетского языка и в 1966 году он защитил кандидатскую диссертацию по теме «Звуковая система сымского диалекта кетского языка». (В дальнейшем сымский диалект кетского языка был классифицирован как отдельный язык — югский.)
В 1974 году Г. К. Вернер защитил докторскую диссертацию по теме «Кетская акцентология», в которой была изложена акцентологическая концепция енисейского языкознания.
В 1990-х Г. К. Вернер переехал в Германию и стал работать профессором в Боннском университете.

## Вклад в науку и культуру
Генрих Каспарович Вернер — учёный с мировым именем, крупнейший специалист по кетскому языку.
С 1970 года до конца 1980-х под научным руководством Г. К. Вернера 6 аспирантов ТГПИ защитили кандидатские диссертации.
Генрих Каспарович стал основателем научной школы по изучению кетского языка и, живя уже в Германии, продолжает эту работу. Под его научным руководством в 1998 году Зоя Васильевна Максунова (этническая кетка) написала две книги о кетском языке, прошедшие научное рецензирование с высокой оценкой и затем изданные. Одна из этих книг стала основой для её кандидатской диссертации.
Г. К. Вернер возглавил группу энтузиастов, состоящую из учёных-лингвистов и кетской интеллигенции, объединившихся с целью сохранить и по возможности возродить кетский язык. Благодаря их работе для него был создан алфавит и изданы буквари, и в школах кетских посёлков началось преподавание родного языка.
Г. К. Вернер — автор девяти монографий и более 150 научных работ о языках енисейских народов, в том числе кетского, коттского и югского языков.

## Публикации
Генрих Каспарович Вернер — автор более 150 научных работ на тему енисейского и германского языкознания, в том числе является автором ряда учебников по кетскому языку.
- Вернер Г. К. К вопросу о древних енисейско-индоевропейских лексических отношениях // Учёные записки Омского пед. ин-та. — Омск, 1969. — Вып. 52. — С. 124—154.
- Вернер Г. К. К вопросу об этнической привязке енисейцев к древним культурам Южной Сибири : тезисы докл. // Проблемы этногенеза народов Сибири и Дальнего Востока : Всесоюзная конференция 18-21 декабря 1973 года. — Новосибирск, 1973. — С. 174—175.
- Вернер Г. К. Вопросы эволюции общеенисейского языка в свете ностратических реконструкций // Ностратические языки и ностратическое языкознание : тезисы докл. — М., 1977. — С. 710.
- Вернер Г. К. Новый кетский алфавит. — Красноярск: Изд-во КГПУ, 1989.
- Вернер Г. К. Словарь кетско-русский и русско-кетский : учебн. пособ. для уч-ся нач. шк. — СПб.: Просвещение, 1993. — 317 с. — ISBN 5-09-002319-0.
- Вернер Г. К. Песнь о моем брате : эпическая поэма : кн. для чтения в ст. классах кетских школ. — Красноярск: Изд-во КГПУ, 1999. — 268 с.
- Вернер Г. К. Словарь кетско-русский и русско-кетский : учебн. пособ. для уч-ся нач. шк. / 2-е изд., перераб. и доп. — СПб.: Дрофа, 2002. — 240 с. — ISBN 5-94745-083-6.

Энциклопедические статьи
- Языки мира : Палеоазиатские языки : энциклопедия / Институт языкознания РАН. — М. : Индрик, 1997. — 231 с. — (Языки Евразии). — ISBN 5-85759-046-9.